# Wandelroute GR512

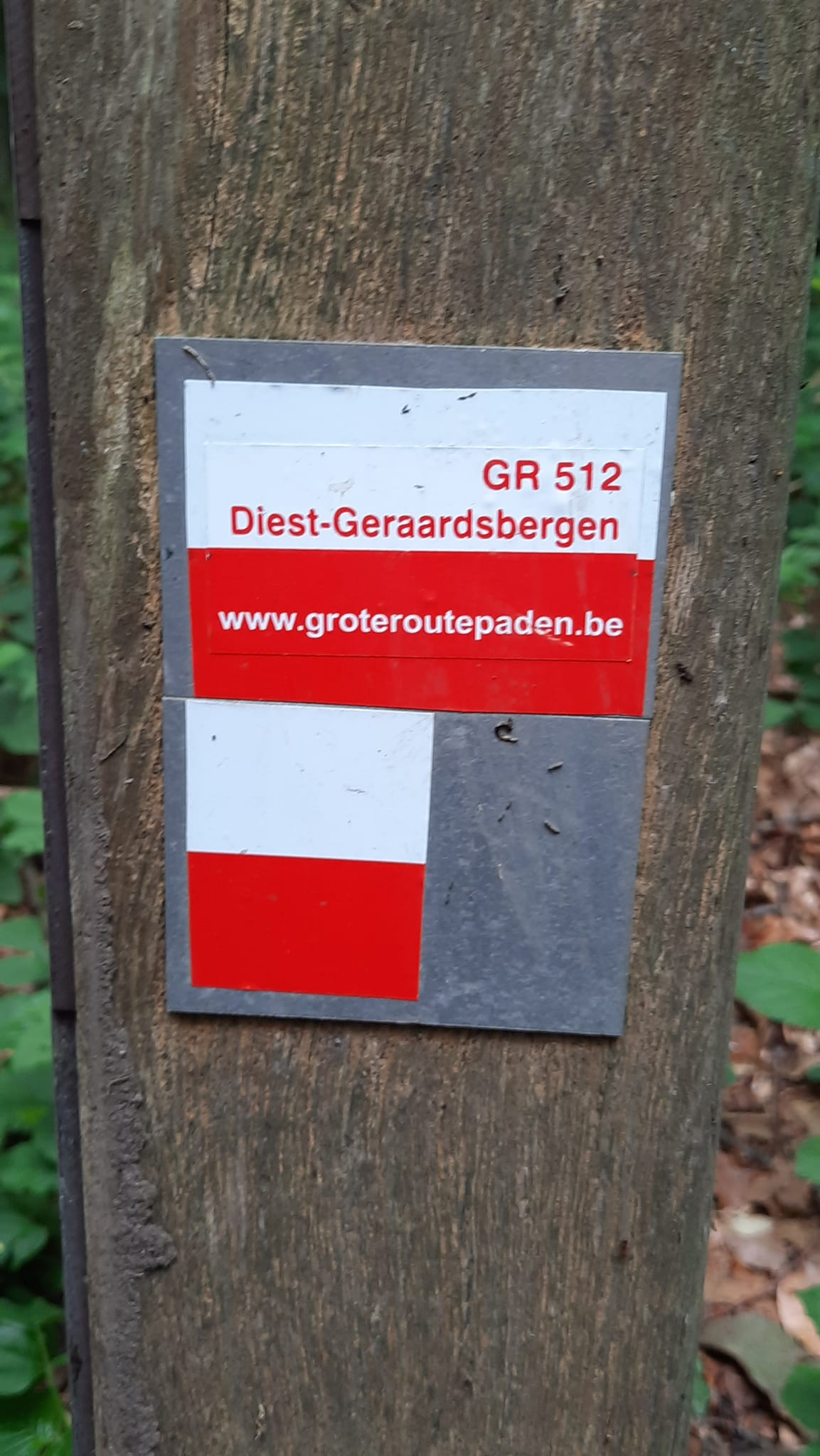
GR512 in het Neigembos

De GR512 of Brabantse Heuvelroute is een GR-pad van Diest naar Geraardsbergen (ca. 175 kilometer). De route is grotendeels gemarkeerd met de wit-rood-markeringen en doorkruist de Belgische provincie Vlaams-Brabant en kent een start of eindpunt net over de grens van Oost-Vlaanderen in Geraardsbergen.

## Route
Het pad kan zoals alle GR-paden in twee richtingen worden gelopen. Het vertrekt te Diest, trekt door het Hageland, doorkruist het Zoniënwoud waarna het ten zuiden van Brussel in de Zennevallei enkele drukke noord-zuid assen oversteekt (o.a. het Kanaal Brussel-Charleroi, de snelweg E19, TGV-spoor, etc.) om daarna het heuvelachtige Pajottenland in te trekken. Uiteindelijk wordt afgedaald naar de vallei van de Dender. De route doorkruist het Walenbos, Meerdaalwoud, Doode Bemde, Zoniënwoud, Raspaillebos en Neigembos en komt voorbij het kasteel van Horst, de Gempemolen, het kasteel van Beersel en het kasteel van Gaasbeek. Een volledige en gedetailleerde beschrijving van de route en bezienswaardigheden vindt men terug in de TOPOGIDS GR512 "Vlaams-Brabant".

## Verbindingen
De GR 512 is tevens een verbindingspad tussen andere GR-paden die de Trans-Vlaams-Brabant route kruisen. Te Diest takt de GR512 samen met de GR 561 af van de wandelroute GR5. Op haar traject naar Geraardsbergen kruist het achtereenvolgens de GR 128 "Vlaanderenroute", de GR 579 "Brussel-Luik", de GR 126 "Brussel-Semoisvallei" in het Zoniënwoud en ter hoogte van het Kasteel van Beersel de GR 12 "Amsterdam-Brussel-Parijs". Bij Zandbergen sluit ook de wandelroute GR5A "Rondweg Oost- en West-Vlaanderen" samen met de E2 aan tot Geraardsbergen waar dit laatste pad verder westwaarts verdergaat naar o.a. Ronse.